# シクロペンチルメチルエーテル
シクロペンチルメチルエーテル(英語:Cyclopentyl methyl ether、略称CPME)あるいはメトキシシクロペンタンは疎水性のエーテル系有機溶媒である。沸点が106 °C (223 °F)であり、ペルオキシドが生成しにくく、酸性・塩基性でも比較的安定性が高い。また、沸点が100°C以上で、水と共沸混合物を形成し、爆発限界の範囲が狭い。以上のような特徴からテトラヒドロフラン(THF)、2-メチルテトラヒドロフラン(2-MeTHF)、1,4-ジオキサン（発がん性あり）、1,2-ジメトキシエタン(DME)など他のエーテル系溶媒に対して魅力的な代替溶媒となっている。

## 合成
CPMEの合成には2通りの方法がある。
(1)シクロペンタノールのメチル化
(2)シクロペンテンへのメタノールの付加。こちらの方が、副生成物を出さないことから好ましいとされる。

## 応用
CPMEは有機合成化学において主に溶媒として用いられている。しかし抽出、重合、結晶化、表面のコーティングにも用いられる。
以下のような反応の溶媒として用いられる。
- アルカリ試薬が関わる反応。アルコールやアミンなどのヘテロ原子の求核置換反応など[2]
- ルイス酸が仲介する反応。ベックマン転位やフリーデル・クラフツ反応など[3]
- 有機金属化合物や塩基を用いる反応。クライゼン縮合、エノラートの生成反応やグリニャール反応（英語版）など[4]
- 酸化還元反応[5]
- 遷移金属触媒を用いる反応[6]
- 水を共沸によって取り除く必要がある反応。アセタール化など[7]